# Quách Đàm
Quách Đàm (phồn thể: 郭琰 bính âm Hán ngữ: Guō Yǎn; 1863-1927) là một thương gia giàu có, và là người có công xây dựng nên chợ Bình Tây; nay thuộc phường Bình Tây, Thành phố Hồ Chí Minh, Việt Nam.
Năm 1927, Quách Đàm là một trong hai thương gia gạo có thế lực nhất ở Chợ Lớn. Ông là chủ công ty buôn bán gạo và xay lúa Thông Hiệp và bốn tàu biển chạy bằng hơi nước. Ông xây dựng chợ Bình Tây, nhập quốc tịch Pháp và được huy chương Bắc Đẩu Bội tinh "Chevalier de la Légion d'Honneur".

## Tiểu sử
Quách Đàm tên thật là Diệm, quê ở làng Long Khanh, quận Triều An, thành phố Triều Châu, tỉnh Quảng Đông, Trung Quốc.
Trước khi sang lập nghiệp ở Sài Gòn - Chợ Lớn, Quách Đàm từng là một đại phú ở Hương Cảng nhưng bị trắng tay trong phút chốc. Bằng kinh nghiệm trong thương trường, ông đã làm lại sự nghiệp ở Chợ Lớn và lần thứ hai trở thành đại phú.

## Sự nghiệp kinh doanh
Khi mới sang đất Nam Bộ, Quách Đàm mưu sinh bằng nghề buôn bán ve chai khắp các hang cùng ngõ hẻm Sài Gòn - Chợ Lớn, tối đến ngủ dưới mái hiên nhà người. Mua ve chai được ít năm, ông có được số vốn lận lưng mới xoay sang nghề mua da trâu, vi cá và bong bóng cá, nhưng đêm đêm vẫn ngủ nhờ dưới hiên nhà hay trong chợ. Cũng vì có chí và mưu lợi nên Quách Đàm mau lên hơn bất kỳ ai.
"Ngày ngày thả rong làng xóm, hai giỏ tre trên vai, quản bao mưa gió. Buổi trưa Đàm thường nằm nghỉ lưng hàng ba phố trống, ghe phen bị một phu vác lúa làm khổ, móc túi Đàm lấy giấu giấy thuế thân để chẹt Đàm chuộc năm xu, một hào, mỗi bữa có đủ tiền uống trà giấc trưa. Như vậy mà Đàm không thù hiềm, khi đắc thời Đàm tìm cho được anh phu, ân cần mời về cho làm cặp rằng xếp bọn vác lúa, không khác chuyện Hàn Tín đối đãi với tên ác thủ đời Tây Hán."
"Lúc thuở ban đầu, ông làm bồi, cu li, bán súp hủ tiếu, tiểu thương kiếm lời từ xu đến chủ tiệm sang trọng, một nhà doanh nghiệp khôn khéo và biết bao nghề khác đã mang lại cho ông một tài sản khổng lồ mà chỉ trong vòng vài giờ ông đã mất hết trong trò chơi thương mại mà trước đó đã phục vụ ông rất tốt. Hôm qua giàu, sáng nay nghèo giống như ngày ông từ Hồng Kông ở trần từ hầm tàu bước xuống Chợ Lớn, ông không một mảy may tuyệt vọng, hay nao núng. Nghèo tiền, nhưng giàu kinh nghiệm. Cũng chịu cực, cũng trau chuốt, cũng mềm dẻo từ một tinh thần dày dặn như trước kia, chỉ trong vòng 20 năm ông đã làm lại sự nghiệp và vượt qua đến nỗi đã làm ngạc nhiên nhiều người Âu khi ông có cả chục triệu tiền Đông Dương nhân lên 12 hay 13 lần để chuyển thành tiền franc".

### Cách thức kinh doanh
Ông có nhiều ruộng lúa và nhiều nhà may xay xát, nghìn hec-ta cao su, trước khi cao su trở thành mốt làm ăn, và cả đất trồng trà, cà phê và một đội tàu thương mại đi các cảng Singapore, Hồng Kông. Ông đứng đầu cả trăm tiệm, cơ ngơi thương mại, và điều khiển nhiều chục công việc, xây dựng nhiều khu hoàn toàn mới Nước Pháp đã tặng ông huy chương Bắc đẩu bội tinh mà ông lấy đó làm hãnh diện".
Nhờ lanh trí, nên ông gia nhập giới thương mãi thấy việc mau lẹ hơn ai, nên làm giàu cấp tốc. Quách Đàm hút nha phiến đêm ngày, đèn không tắt, giao thiệp lựa toàn quan to, thậm chí Thống Đốc Nam Kỳ Cognacq, làm cao không ai có, thế mà cũng hạ mình cầu thân với Đàm. Để công việc làm ăn của mình thuận lợi, ông đã bắt tay với chính quyền thuộc đạ và chia sẻ quyền lợi của một số tư bản Pháp.
Một năm nọ, Đàm sai mua lúa khắp Lục Tỉnh trở về trữ ngập kho ngập chành trong Chợ Lớn, chờ ngày chuyển sang thị trường Tân Gia Ba. Xảy đâu tin dữ bên Singapore gởi qua cho hay lúa ối và sụt giá ! Cứ đà này, lúa của Đàm dự trữ đã mất lãi mà còn phải chịu lỗ lã, số tiền hao hụt không thể tưởng tượng. Đàm vẫn bình tĩnh như thường, lại ra lệnh bí mật cho bọn tay sai Lục Tỉnh cứ tiếp tục mua lúa thêm mãi, giá y cựu lệ, như không có việc gì xảy đến.
Chẳng những vậy, Quách Đàm còn hô hào dạy cứ mua giá có thể cao hơn trước mỗi tạ một vài đồng xu để người bán ham lời không bán cho người khác. Một mặt, Đàm gởi mật thư cho đại diện bên Tân Gia Ba căn dặn tống sang đây một điện tín khẩn cấp đồn đãi rằng lúa sắp vọt giá lên cao hơn nữa...
Quả nhiên, các nhà buôn lúa cạnh tranh với Đàm, tuy kinh nghiệm có thừa, nhưng không thoát được quỷ kế của Đàm. Các chành ùn ùn xúm nhau kiếm mua lúa với giá cao để có đủ số ăn thua cùng Đàm. Đàng này, tuy nằm hút á phiện, nhưng Đàm vẫn lén sai bộ hạ bán đổ bán tháo lúa dự trữ bấy lâu ra gần sạch kho. Lúa Đàm bán xong, các nhà buôn kia cũng vừa ngưng mua, thầm biết mắc mưu độc. Các nhà buôn đã chia nhau mua lúa của Đàm, chia nhau gánh lấy sự lỗ lã của Đàm, và phen này hú hồn. Đàm nằm hút cười thầm "kế mượn tên" của Gia Cát Khổng Minh lẩm rẩm mà thâm thúy vô cùng, và ngày nay vẫn còn hiệu nghiệm.
Kể ra Đàm rất nhiều cơ mưu, và trong thương giới quả Đàm là một tay lợi hại. Đàm tuy là một khách trú không mấy ai biết nhiều, nhưng ai biết được Đàm cũng đều cầu thân để cậy nhờ nhiều việc. Một hội viên hội đồng quản hạt chở mía cây đến bán cho Đàm, ngồi chờ Đàm hút, dạ thưa kính nể còn hơn vào chầu Thống Đốc, để chi? Để Đàm vui dạ, khứng mua cao lên vài xu và mua gấp để mía khỏi "rượu" và "mất cân" được đồng nào hay đồng nấy.
Trên tờ báo  Écho Annamite ngày 2 tháng 5 năm 1927 có đăng bài viết cho thấy Quách Đàm có thể khuynh đảo chính quyền địa phương và có được những lợi thế hơn trong thương trường. Bài báo này nói về nhà máy xay xát lúa của Quách Đàm ở Mỹ Tho rất ô nhiễm đã làm 2/3 dân chúng phải chịu khói bụi xả ra từ các ống khói. Ống khói của nhà máy này cao đến 32m (dự định sẽ làm cao thêm 6m) nên xả bụi hầu như đến toàn thành phố. Người dân thành phố đã nhiều lần trình báo chính quyền về vấn đề ô nhiễm gây hại đến sức khỏe do nhà máy gây ra, nhưng vẫn không được giải quyết. Cuối cùng tác giả bài báo này đã cho rằng sức khỏe dân chúng đã bị đồng tiền áp đảo.

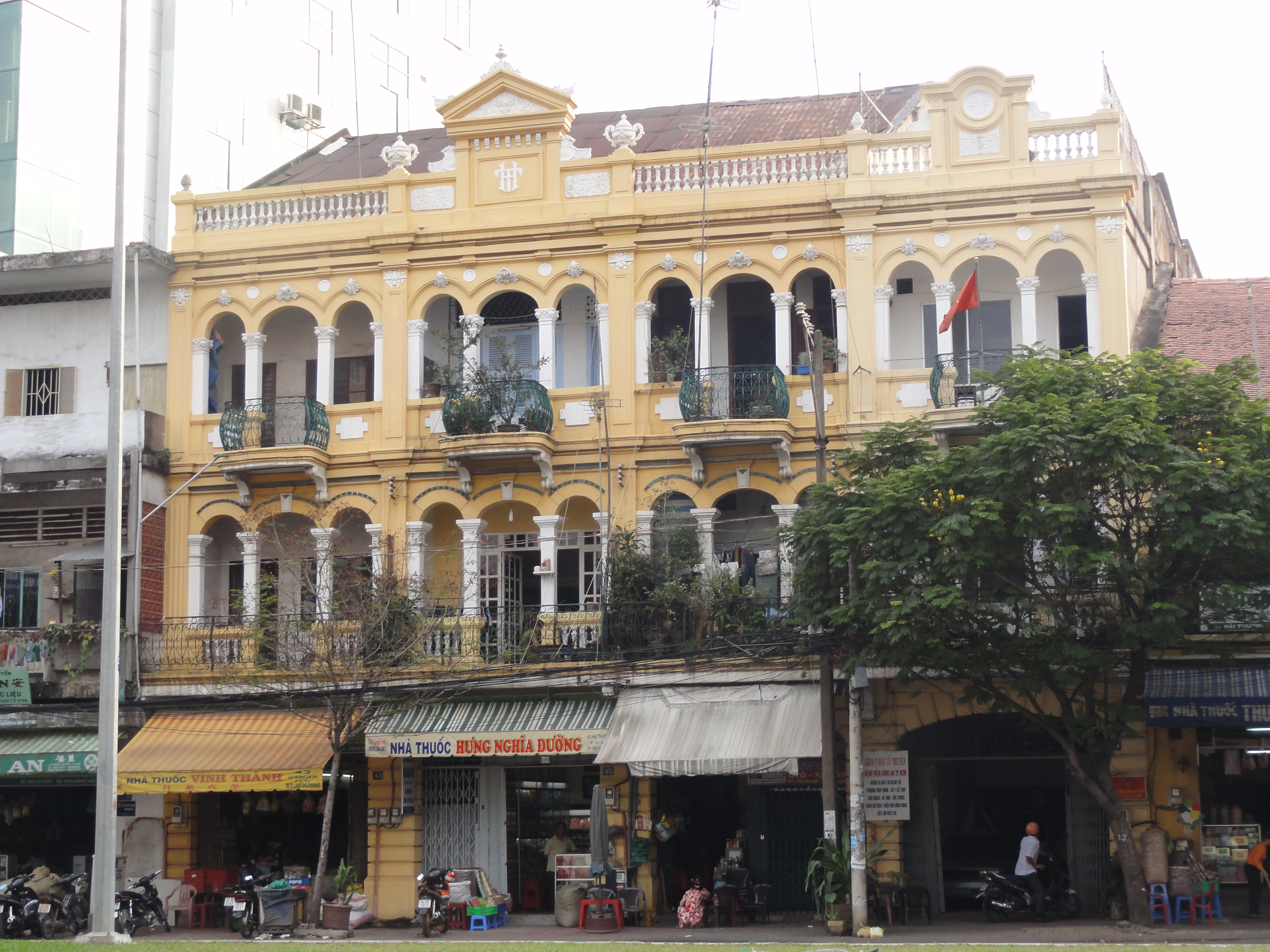
Nhà số 45 đường Hải Thượng Lãn Ông từng là trụ sở Thông Hiệp

Làm ăn khấm khá, ông thuê căn nhà trên đường Hải Thượng Lãn Ông mở cửa hiệu lớn. Giống như nhiều người Hoa ở Sài Gòn, khi buôn bán đều xin chữ đặt tên hiệu buôn, Quách Đàm được một ông thầy người Tàu viết hai câu:
"Thông thương sơn hải
Hiệp quán càn khôn"
Hai câu này nhằm chúc việc buôn may bán tốt, Quách Đàm mừng lắm, lập tức khắc bảng sơn son thếp vàng. Do đó Quách Đàm còn được gọi là ông Thông Hiệp.
Trụ sở của hiệu buôn "Thông Hiệp" nằm ở bến Quai de Gaudot cạnh rạch Chợ Lớn (sau này khi rạch lấp, Quai de Gaudot trở thành đại lộ Boulevard Gaudot, sau thời Pháp là đường Khổng Tử và nay là đường Hải Thượng Lãn Ông). Vào đầu thế kỉ 19 đại lộ Khổng Tử mang tên là Quai de Gaudot – được đặt theo tên một trung úy hải quân Pháp khi đó.
Hiện một căn nhà cổ vốn là trụ sở công ty của Quách Đàm trên đường Hải Thượng Lãn Ông vẫn còn logo hai chữ T & H lồng vào nhau.

### Xây chợ Bình Tây

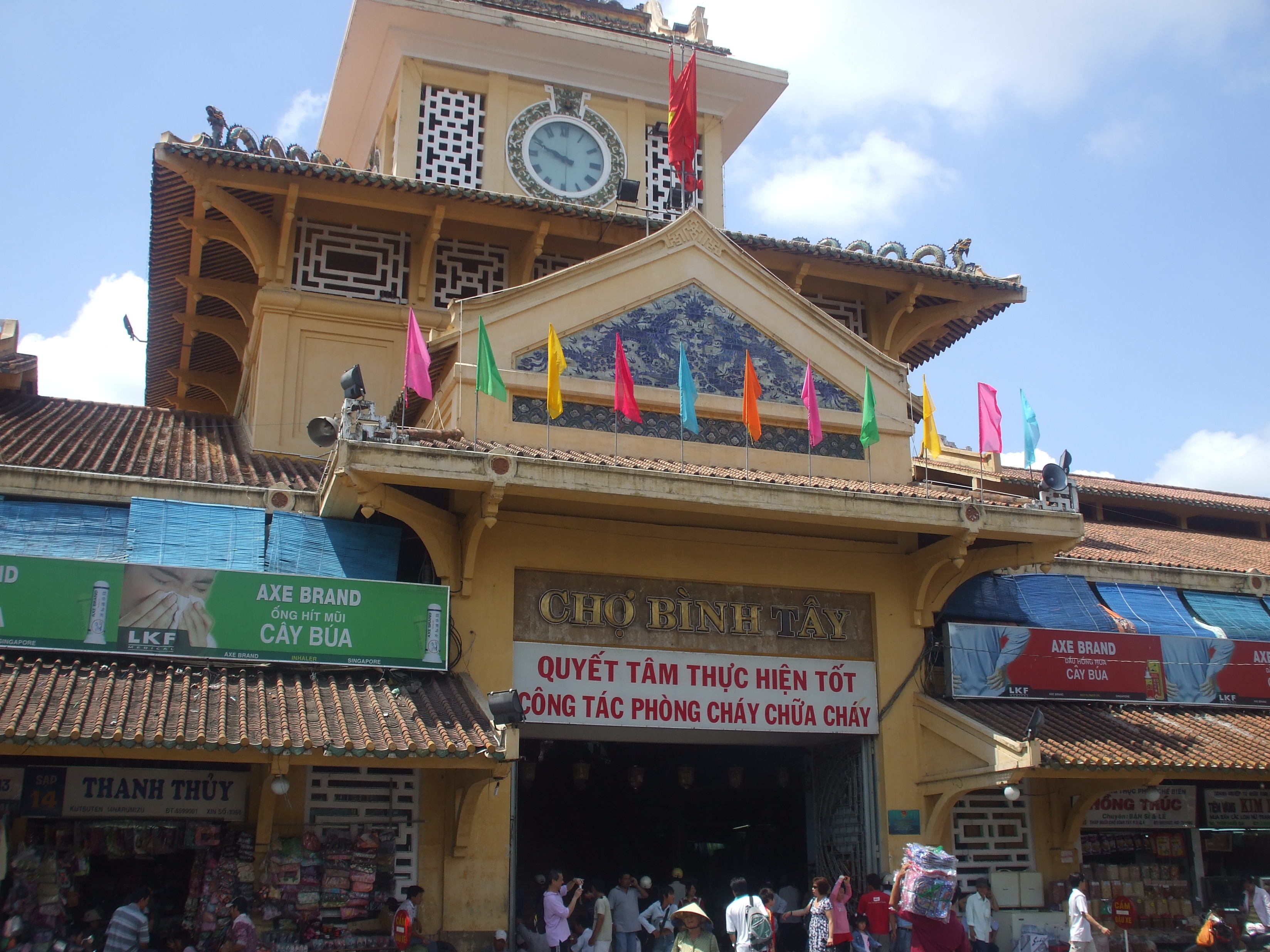
Chợ Bình Tây

Sau khi thành lập cửa hiệu, việc làm ăn của Quách Đàm ngày một phấn chấn, thịnh vượng. Quách Đàm xuất tiền xây chợ Bình Tây, còn gọi là chợ Quách Đàm hay "Chợ Lớn Mới", sau khi Chợ Cũ (ở vị trí nay là Bưu điện Trung tâm Chợ Lớn) bị thiêu tàn trong một vụ cháy. Chợ Bình Tây được khởi công từ năm 1928 và hoàn thành năm 1930.
Nguyên thủy, đây là một vùng đất ruộng, được Quách Đàm mua lại, chuyển đất ruộng thành đất thổ trạch, rồi tự mình xuất tiền để xây dựng một khu chợ đồ sộ, được người dân quen gọi là chợ Quách Đàm.
Chợ được xây cất bằng xi măng cốt thép theo kỹ thuật phương Tây, nhưng lại mang đậm nét kiến trúc Trung Quốc. Tháp giữa vươn cao có 4 mặt đồng hồ, có "lưỡng long chầu châu", 4 góc có 4 chòi nhỏ, toàn bộ mái chợ lợp bằng ngói âm dương theo kiểu chồng lớp để tạo sự thông thoáng. Riêng mái ở các góc có nét uốn lượn theo kiểu chùa chiền phương Đông. Chính giữa chợ có khoảng sân trời rộng rãi, thoáng mát.
Bên cạnh khu chợ, ông Quách Đàm cũng cho xây dựng khu phố nhà lầu theo kiểu phố buôn bán và vận động các quan chức cao cấp của Nam Kỳ, kể cả Thống đốc Cognacq để dời Chợ Lớn về đây. Bên trong chợ, ông cũng cho đặt tượng đồng của mình nơi cửa chính. Tượng Đàm mặc triều phục Mãn Thanh, nón nhỏ, áo ngắn phủ trên một chiếc áo thụng, đầu để bím, tay cầm một bản đồ (ảnh đầu tiên), dưới bệ đá trắng có mấy con giao long bằng đồng phun vòi nước bạc.
Tuy nhiên, thời kỳ đầu khi chợ mới được xây dựng, dù đồ sộ, nhưng xung quanh dân cư còn thưa thớt, hơn nữa, các thương gia người Hoa buôn bán tại Chợ Lớn Cũ vốn đã yên nơi yên chỗ cũng không muốn dời phố mới xa xôi thêm hao tốn, vì vậy Chợ Quách Đàm chưa sầm uất như bây giờ.
Cả khu phố lầu chỗ Đàm buôn bán, Quách Đàm nài mua nhiều lần do tin vào thuật phong thủy, nhưng chủ không bán, đành phải mướn mỗi tháng đến 300 đồng bạc, một số tiền rất lớn thời bấy giờ.

### Cuối đời

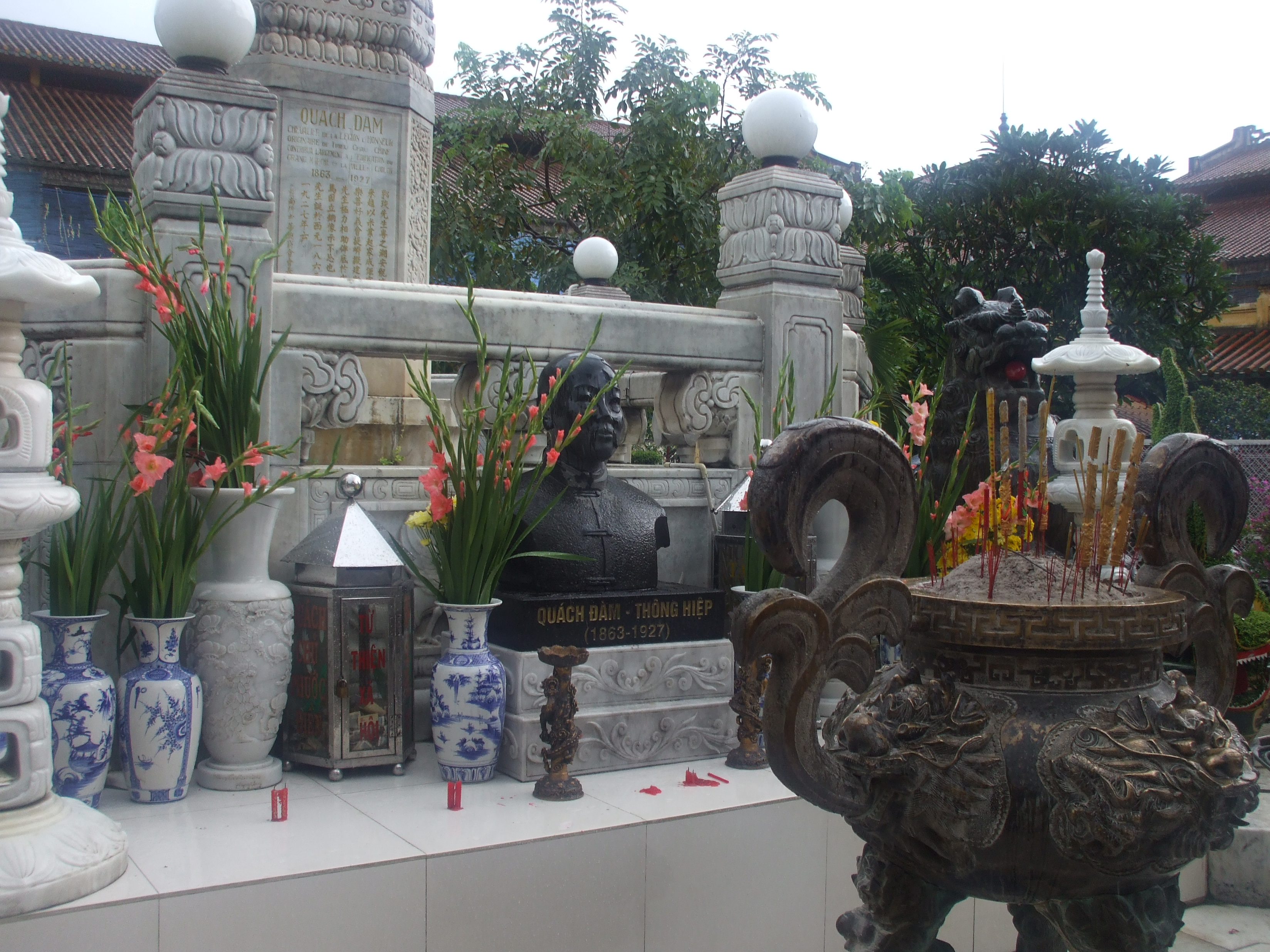
Tượng bán thân Quách Đàm tại trung tâm chợ Bình Tây

Chỉ khi đến cuộc khủng hoảng kinh tế thế giới thập niên 1920, hiệu buôn mới gặp nhiều trở ngại. Tuy nhiên, Quách Đàm vẫn là một trong những người giàu nhất Đông Dương thời bấy giờ.
Trước khi mất, ông nằm liệt giường trong nhiều năm nhưng đầu óc vẫn minh mẫn. Ông điều khiển công việc làm ăn ngay trên giường bệnh. Quách Đàm qua đời vào ngày 14 tháng 5 năm 1927, hưởng thọ 65 tuổi.

### Tang lễ
Tờ L'Écho Annamite đã đăng một bài báo dài tường thuật đám tang của ông vào Chủ nhật ngày 29 tháng 5 năm1927. Những chiếc xe điện và xe lửa đặc biệt được dùng để đưa đón những nhân vật quan trọng và có danh tiếng đến Chợ Lớn tham gia đám tang. Đoàn đưa tang khởi hành từ số 45 đại lộ Gaudot đến khu mộ của gia tộc ông tại nghĩa trang Phú Thọ.
Tin ông Quách Đàm mất đã làm nhiều người bất ngờ. Trên một tờ báo thời bấy giờ đã tường thuật lại đám tang: "Xe tang là xe vận tải trang trí đầy hoa và quả. Trước xe là di ảnh của ông Quách Đàm trang trọng, mỉm cười và trên ngực là các huy chương. Quan tài được làm từ gỗ quý, 50 chiếc xe hơi sang trọng đi theo sau, chậm rãi đến nghĩa trang Phú Thọ.
Đám tang kéo dài 2 giờ với nhiều loại âm nhạc lạ kỳ. Dân chúng cả người Hoa lẫn người Việt ở đầy vỉa hè, các cửa sổ, trên các cành cây, trên nóc nhà để chứng kiến". Trong cuốn "Sài Gòn năm xưa" của học giả Vương Hồng Sển cũng có đoạn: "Khi Quách Đàm chết, đám ma lớn không đám nào bằng với đủ thứ nhạc Tây, Tàu, Ta, Miên... Khách đi dường có việc, miễn nối gót theo đám ma vài bước là có người lễ phép đến dâng một ly nước dừa hay lave (bia) và tặng một quạt giấy có kèm một tấm giấy "ngẫu" (5 đồng bạc Đông Dương) đền ơn có lòng đưa đón. Quách Đàm được chôn ở gần chùa Giác Lâm, giáp ranh Chợ Lớn và Gia Định".
Nhà nghiên cứu văn hóa Vương Hồng Sển nói về tình hình của ông Quách Đàm như sau:
"Về sau, Đàm giàu quá, xoay qua đứng bảo lãnh (avaliser) cho con nợ nhà băng "Đông Dương Ngân Hàng". Mỗi lần xin chữ ký bảo chứng, phải chịu cho Đàm một huê hồng đã quy định trước. Dè đâu gặp năm kinh tế khủng hoảng, các nhà buôn vỡ nợ không đủ sức trả bạc vay, nhà băng phát mãi sự sản, lôi kéo nhà họ Quách sụp đổ theo luôn."
Sau khi Quách Đàm qua đời, con trai cả của ông là Quách Khôi trở thành giám đốc công ty Thông Hiệp. Thế nhưng, vào tháng 5 năm 1929, bi kịch ập đến khi Quách Khôi đột ngột qua đời và Chợ Lớn lại phải tổ chức một tang lễ trọng thể khác.
Sau khi con trai ông là Quách Khôi qua đời, em trai ông là Quách Tiên lên nắm quyền quản lý công ty Thông Hiệp. Thế nhưng theo nhà nghiên cứu Vương Hồng Sển, việc ông Quách Tiên sẵn sàng hào phóng làm người bảo lãnh cho các khoản nợ của các thương nhân vỡ nợ trong những năm khủng hoảng kinh tế đã dần kéo Thông Hiệp vào cảnh nợ nần.
Sau năm 1933, cái tên Thông Hiệp biến mất khỏi các giao dịch thương mại, mặc dù vào năm 1937 và 1939, Quách Tiên có xuất hiện trở lại với tư cách chủ sở hữu của "đồn điền Quách Đàm" — một đồn điền cao su tại Biên Hòa, có trụ sở đăng ký vẫn ở số 45 Gaudot.

## Tưởng niệm

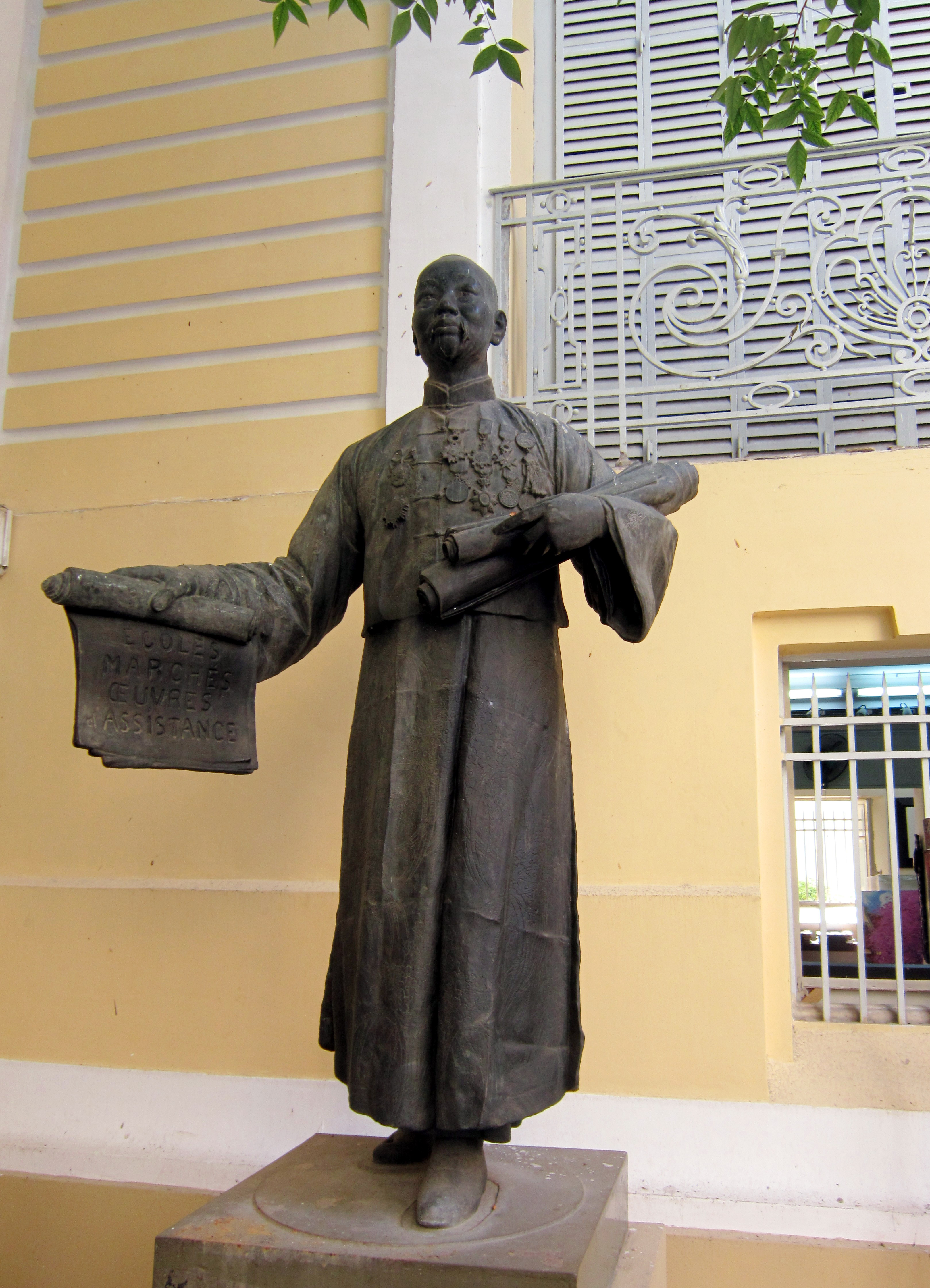
Tượng Quách Đàm trước đây được đặt tại trung tâm chợ Bình Tây, hiện trưng bày trong Bảo tàng Mỹ thuật Thành phố Hồ Chí Minh

Cuối năm 1929, được sự cho phép của Thành phố Chợ Lớn, gia đình Quách Đàm đã xây một đài phun nước bằng đá cẩm thạch bề thế tại sân trung tâm của chợ Bình Tây, xung quanh là tượng sư tử và rồng bằng đồng, trên đỉnh là tượng đồng Quách Đàm của nhà điêu khắc nổi tiếng người Pháp Dueuing.
Pho tượng được khánh thành vào ngày 14 tháng 3 năm 1930, là hình ảnh người đàn ông được các tờ báo Pháp mệnh danh là "bậc cư phú." Trên tay trái của bức tượng là khế ước hiến tặng cho thành phố Chợ Lớn khu đất để xây dựng chợ Bình Tây mới, tay còn lại là cuộn giấy liệt kê các lĩnh vực mà ông đã đóng góp: trường học, chợ, điều hành, hỗ trợ. Lễ khánh thành đài phun nước "được ngài Eutrope - đại diện Thống đốc Nam Kỳ (vắng mặt tại Sài Gòn) và ngài Renault - Thị trưởng Thành phố Chợ Lớn chủ trì cùng sự hiện diện đông đảo của những người yêu quý ông đến từ châu Âu, Nam Kỳ và Trung Hoa." Một người bạn của gia đình đã "đọc bài điếu văn khắc ghi những công lao cuộc đời của người quá cố."
Sau năm 1975, bức tượng được tháo khỏi bệ và cất vào kho lưu trữ. Tuy nhiên, kể từ năm 1992, bức tượng được trưng bày lại cho công chúng tại sân sau của Bảo tàng Mỹ thuật Thành phố Hồ Chí Minh cho đến ngày nay.
Những năm gần đây, một tượng bán thân của Quách Đàm được đặt ở phía trước chiếc bệ cũ. Phía sau có dòng chữ Hoa được viết vào năm 1930: "Ông Quách Đàm quê ở làng Long Khanh, quận Triều An, thành phố Triều Châu, tỉnh Quảng Đông, đến Việt Nam khi còn trẻ để xây nhà dựng cửa bằng nghề buôn gạo. Ông đã trở nên giàu có, là một người tốt, có tấm lòng rộng lượng và chính trực. Ông đã xây dựng một ngôi chợ mới cho Dī Àn (Tai Ngon - Sài Gòn). Những đóng góp của ông đã được chính quyền công nhận và trao tặng bức tượng đồng này để tưởng nhớ đến ông. Ông Quách Đàm sinh năm 1863, mất năm 1927."